# Edgardo Antinori
Edgardo Marcelo Antinori Rodrígues (* 22. prosince 1969 Rosario) je bývalý argentinský zápasník – judista.

## Sportovní kariéra
V argentinské mužské reprezentaci se pohyboval od konce osmdesátých let dvacátého století v lehké váze do 71 kg. V roce 1992 startoval na olympijských hrách v Barceloně, kde prohrál v úvodním kole v boji na zemi s Rakušanem Norbertem Haimbergerem. Žije v Rosariu a věnuje se trenérské práci.

## Výsledky
| Turnaj                  | 1990       | 1991       | 1992       |
| Turnaj                  | 21         | 22         | 23         |
| Turnaj                  | lehká váha | lehká váha | lehká váha |
| ----------------------- | ---------- | ---------- | ---------- |
| Olympijské hry          |            |            | úč.        |
| Mistrovství světa       |            | úč.        |            |
| Panamerické hry         |            | ?          |            |
| Panamerické mistrovství | 3.         |            | 3.         |